# Scopula latitans
Scopula latitans är en fjärilsart som beskrevs av Louis Beethoven Prout 1920. Scopula latitans ingår i släktet Scopula och familjen mätare. Inga underarter finns listade.